# 娄家店乡
娄家店乡，是中华人民共和国辽宁省朝阳市北票市下辖的一个乡镇级行政单位。

## 行政区划
娄家店乡下辖以下地区：
吉祥沟村、棒棰山村、汤沟村、来其营村、生金皋村、七家子村、冯家营村、洞子沟村、南四家村、扎兰营村和北台子村。